# Cratere Italus
Italus è un cratere sulla superficie di Dione.